# Nothofagus moorei
Espèce
Classification phylogénétique
Nothofagus moorei est une espèce d'arbre reliquat des forêts tropicales humides du Gondwana. On le rencontre dans les zones humides, à haute altitude, dans l'est de l'Australie.
Connue en Australie sous les noms usuels de 'Negrohead beech' ou plus fréquemment maintenant 'Antarctic beech' (à ne pas confondre avec Nothofagus antarctica, que l'on rencontre en Amérique du Sud), c'est un arbre au feuillage permanent originaire des hautes terres de l'est de l'Australie.